# Kathinka Kainz
Kathinka Kainz, nata Catherine Schröfl (Monaco di Baviera, 26 giugno 1767 – Praga, 21 aprile 1836), è stata un contralto, pianista e compositrice tedesca.

## Biografia
Nacque a Monaco di Baviera nel 1767. È la sorella del basso Anton Schröfl. Apprese dal suo padre il canto ed il pianoforte, poi anche il violino da Berner, di Neuhausen vicino Nymphenburg. Cominciò nella cucina della corte di Monaco, sotto la guida di Karl Ballistier a Nymphenburg. Fu scoperta dal Ballistier cantando e suonando il pianoforte. Si meravigliò della sua bella voce e delle sue conoscenze musicali, e l'accompagnò col violino. Poi fece in modo che ricevesse un'istruzione superiore in musica a Monaco di Baviera, presso il musicista di corte Maximilian Heiß al violino, presso il famoso tenore Giovanni Valesi nel canto, e l'organista Balthasar Buchwiser per il pianoforte. Anche il famoso direttore d'orchestra Peter Winter le diede lezioni di composizione. Compose una messa, interpretata con suo fratello. 
Non ricevette nessun supporto ne fu scritturata presso il teatro di corte, e così fece il suo esordio sulle scene del teatro Faberbräu - dove il musicista di corte Virgili aveva fondato una società. Poi diede anche lezioni di canto e di pianoforte. Grazie a stranieri che l'avevano vista al Teatro Faberbräu, la sua reputazione si diffuse in Ungheria, così fu scritturata a Bratislava presso il teatro del conte Erdödi. Cantò sia a Bratislava, sia in Buda e Pest con successo. Dopo dieci anni si esibì anche a Gratz e Salisburgo, e tornò finalmente in patria, ma non poté entrare al teatro di corte. Decise dunque di impegnarsi nella compagnia di teatro dell'attore e direttore von Hofmann, e si esibì di nuovo al Faberbraü di Sendlinger-Gasse. Fece poi una tournee in Augusta, Norimberga, Ratisbona, Passau, Salisburgo ed Innsbruck, e arrivò finalmente a Vienna, dove fu scritturata all'anno nel ruolo di contralto. Qui sposò il basso Josef Kainz. La coppia si spostò a Praga nel 1813.
La loro figlia Marianna Kainz, nata nel 1800 a Innsbruck cantò anch'essa.
Kathinka morì a Praga nel 1836.